# Молотков, Владимир Герасимович
Владимир Герасимович Молотков (1903—1976) — врач-патологоанатом, преподаватель Смоленского медицинского института, заслуженный деятель науки РСФСР (1965).

## Биография

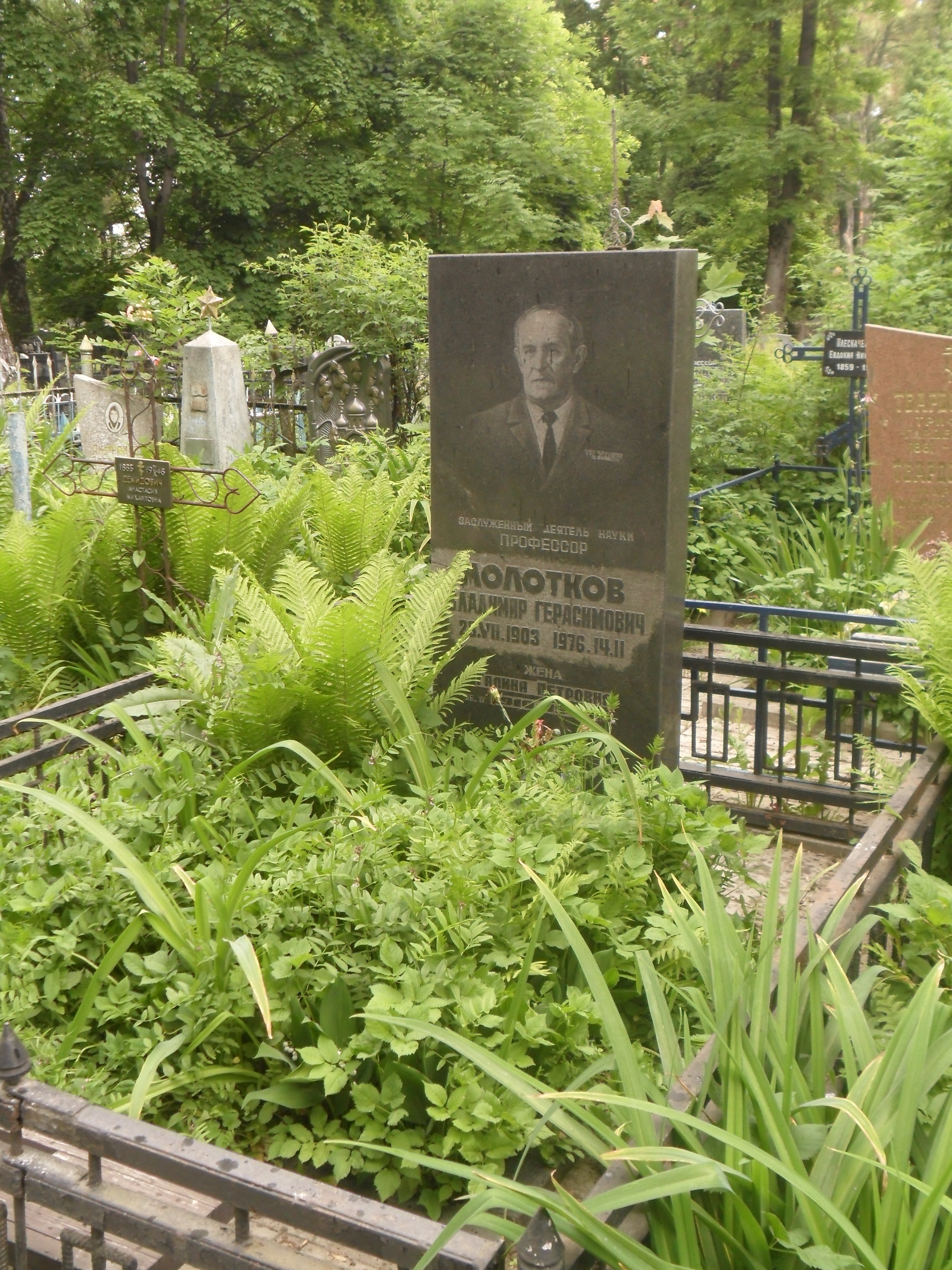
Могила Молоткова и его жены на Братском кладбище Смоленска.

Владимир Молотков родился 28 июля 1903 года на территории Витебской губернии. В 1928 году окончил медицинский факультет Смоленского университета, после чего остался преподавать на кафедре патологоанатомии, в 1939—1941 годах был на ней доцентом.
С началом Великой Отечественной войны Молотков пошёл на службу в Рабоче-крестьянскую Красную Армию. Воевал на Западном и 3-м Белорусском фронтах, был главным фронтовым патологоанатомом. Руководил Центральной фронтовой патологоанатомической лабораторией и всеми армейскими патологоанатомическими лабораториями и пунктами. Создал большой музей препаратов, которые имели большую ценность в деле изучения причин заболеваний. Неоднократно выполнял особые поручения командования по определению причин заболеваний в действующей армии. Занимался обучением подчинённого персонала, выступал на конференциях с докладами. Именно Молотков организовал на фронте систему судебно-медицинской экспертизы, которая позволила выявлять членовредителей-«самострелов». Провёл большую работу по изучению причин смертности личного состава на поле боя. Несмотря на высокую загруженность работой, Молотков находил время на занятие научной деятельностью, и в 1944 году защитил докторскую диссертацию.
После окончания войны в звании подполковника медицинской службы Молотков был уволен в запас, вернулся в Смоленск. С 1945 года и до самой своей смерти руководил кафедрой патологической анатомии Смоленского государственного медицинского института. Много сделал для послевоенного восстановления кафедры. Является автором более чем 80 научных работ и 2 монографий. Под его руководством было защищено 9 докторских и 30 кандидатских диссертаций. В то же время руководил Смоленским областным научным обществом патологоанатомов, был членом правления Всесоюзных научных обществ патологоанатомов и нефрологов, членом редакционных советов журналов «Архив патологии» и «Советская медицина».
Скончался 14 февраля 1976 года, похоронен на Братском кладбище Смоленска.
Был награждён орденами Отечественной войны 2-й степени, Красной Звезды, Трудового Красного Знамени, «Знак Почёта», рядом медалей. Заслуженный деятель науки РСФСР (1965), профессор (1945).
Сын - патофизиолог, доктор медицинских наук, профессор Олег Владимирович Молотков.

## Наиболее известные сочинения
- Патологическая анатомия и патогенез костных атрофии. — Смоленск, 1939.
- Нефриты // Патологическая анатомия болезней мочеполовых органов: Руководство по патологической анатомии,— М., 1964.—Т. 7.—С. 77—159;
- Zur Frage der pnmaren Plasmacytome//Frankfurt. Zeitschrift fur Path.—1932.— 43.-№ 3.-P. 508—516[1].